# 中国地方にある建造物の重要文化財一覧
中国地方にある建造物の重要文化財一覧（ちゅうごくちほうにあるけんぞうぶつのじゅうようぶんかざいいちらん）は、重要文化財の建造物のうち、中国地方にあるものの一覧である。
文化財保護法では重要文化財は大きく「建造物」と「美術工芸品」の2つの部に分かれているが、本記事では建造物のみを扱う。なお重要文化財のうち特に価値の高いものは国宝に指定されている。文化財保護法の規定では、国宝は重要文化財指定物件のうちから指定することとされている（同法第27条第2項）。

## 鳥取県
- 福田家住宅（鳥取県鳥取市紙子谷） 3棟、土地〔鳥取市〕
  - 主屋
  - 上の蔵
  - 下の蔵
- 矢部家住宅（鳥取県八頭郡八東町） 1棟、土地〔八頭郡八頭町〕
- 石谷家住宅（いしたにけじゅうたく） 8棟、土地〔八頭郡智頭町〕 - 明細は石谷家住宅参照
- 河本家住宅（かわもとけじゅうたく） 5棟、土地〔東伯郡琴浦町〕 
  - 主屋
  - 離れ
  - 味噌蔵及び米蔵
  - 新蔵
  - 土蔵
- 門脇家住宅（かどわきけじゅうたく） 4棟、土地〔西伯郡大山町〕 
  - 主屋
  - 水車小屋
  - 米蔵
  - 新蔵
- 後藤家住宅（鳥取県米子市内町） 3棟、土地〔米子市〕
  - 主屋
  - 一番蔵
  - 二番蔵
- 不動院岩屋堂〔八頭郡若桜町〕
- 樗谿神社（おうちだにじんじゃ） 3棟〔鳥取市〕 - 鳥取東照宮参照
  - 本殿
  - 唐門
  - 拝殿及び幣殿
- 旧美歎水源地水道施設（きゅうみたにすいげんちすいどうしせつ） 8所2基、土地〔鳥取市〕
  - 貯水池堰堤
  - 美歎川上流量水堰
  - 通リ谷量水堰
  - 一号濾過池
  - 二号濾過池
  - 三号濾過池
  - 四号濾過池
  - 五号濾過池
  - 接合井
  - 量水器室
- 仁風閣（じんぷうかく）〔鳥取市〕
- 三仏寺奥院（投入堂）（さんぶつじおくのいん（なげいれどう））〔東伯郡三朝町〕 - 国宝
- 三仏寺地蔵堂
- 三仏寺納経堂
- 三仏寺文殊堂
- 尾崎家住宅　9棟〔東伯郡湯梨浜町〕
  - 主屋
  - 仏間
  - 土蔵
  - 質蔵
  - 南蔵
  - 米蔵
  - 味噌蔵
  - 物置及び薪小屋
  - 門長屋
- 長谷寺本堂内厨子（ちょうこくじほんどうないずし）〔倉吉市〕
- 大神山神社奥宮（おおかみやまじんじゃおくみや） 2棟〔西伯郡大山町〕 
  - 本殿・幣殿・拝殿
  - 末社下山神社本殿・幣殿・拝殿
- 大山寺阿弥陀堂（だいせんじあみだどう）〔西伯郡大山町〕

## 島根県
- 雲樹寺四脚門（大門）〔安来市〕
- 清水寺本堂（きよみずでらほんどう）〔安来市〕
- 神魂神社本殿（かもすじんじゃほんでん）〔松江市〕 - 国宝
- 神魂神社末社貴布祢稲荷両神社本殿（かもすじんじゃまっしゃきふねいなりりょうじんじゃほんでん）
- 菅田庵及び向月亭（かんでんあんおよびこうげつてい）（1棟）〔松江市〕
- 木幡家住宅（島根県松江市宍道町）（こわたけじゅうたく） 8棟、土地〔松江市〕
  - 主屋
  - 新座敷棟
  - 飛雲閣
  - 新奥座敷棟
  - 奥座敷棟
  - 新蔵
  - 米蔵
  - 三階蔵
- 佐太神社（さだじんじゃ） 3棟〔松江市〕 
  - 正中殿
  - 北殿
  - 南殿
- 松江城天守〔松江市〕 - 国宝
- 美保神社本殿〔松江市〕
- 堀江家住宅（島根県飯石郡吉田村）〔雲南市〕
- 櫻井家住宅（島根県仁多郡仁多町上阿井） 9棟〔仁多郡奥出雲町〕
  - 主屋
  - 釜屋
  - 後座敷
  - 古蔵
  - 東土蔵
  - 南ノ新土蔵
  - 西新土蔵
  - 文久土蔵
  - 厩
- 出雲大社 21棟1基〔出雲市〕 - 明細は出雲大社参照
- 出雲大社本殿〔出雲市〕 - 国宝
- 旧大社駅本屋〔出雲市〕
- 日御碕神社（ひのみさきじんじゃ） 14棟〔出雲市〕 - 明細は日御碕神社参照
- 熊谷家住宅（島根県大田市） 6棟、土地〔大田市〕 - 明細は熊谷家住宅参照
- 染羽天石勝神社本殿（そめばあめのいわかつじんじゃほんでん）〔益田市〕
- 万福寺本堂〔益田市〕
- 八幡宮 3棟〔鹿足郡津和野町〕
  - 本殿
  - 拝殿
  - 楼門
- 旧道面家住宅（島根県鹿足郡六日市町）（きゅうどうめんけじゅうたく）〔鹿足郡吉賀町〕
- 焼火神社本殿・通殿・拝殿（たくひじんじゃほんでん・つうでん・はいでん）（1棟）〔隠岐郡西ノ島町〕
- 佐々木家住宅（島根県隠岐郡西郷町字釜） 1棟、土地〔隠岐郡隠岐の島町〕
- 玉若酢命神社（たまわかすみことじんじゃ） 3棟〔隠岐郡隠岐の島町〕 
  - 本殿
  - 随神門
  - 社家億岐家住宅 1棟、土地
- 水若酢神社本殿（みずわかすじんじゃほんでん）〔隠岐郡隠岐の島町〕
- 美保関灯台 3棟〔松江市〕
  - 灯台
  - 旧吏員退息所
  - 旧第一物置
- 出雲日御碕灯台 1基〔出雲市〕

## 岡山県

### 美作
- 旧遷喬尋常小学校校舎（きゅうせんきょうじんじょうしょうがっこうこうしゃ）〔真庭市〕
- 旧森江家住宅（岡山県苫田郡富村）〔苫田郡鏡野町〕
- 岡山県立津山高等学校（旧岡山県津山中学校）本館〔津山市〕
- 総社本殿〔津山市〕
- 鶴山八幡宮本殿〔津山市〕
- 中山神社本殿〔津山市〕
- 本源寺　5棟〔津山市〕 
  - 本堂
  - 庫裏
  - 中門
  - 霊屋
  - 霊屋表門
- 旧苅田家住宅　10棟（きゅうかんだけじゅうたく）〔津山市〕
  - 主屋
  - 三階蔵
  - 米蔵
  - 前蔵
  - 西蔵
  - 大蔵
  - 醤油蔵
  - 新蔵
  - 巽門及び浴室
  - 裏門
- 誕生寺 2棟〔久米郡久米南町〕 
  - 御影堂
  - 山門
- 本山寺三重塔〔久米郡美咲町〕
- 本山寺宝篋印塔
- 本山寺本堂
- 長福寺三重塔〔美作市〕
- 林家住宅（岡山県英田郡東粟倉村） 4棟〔美作市〕
  - 主屋
  - 長屋門
  - 衣装倉
  - 米倉

### 備前

#### 岡山市
- 岡山城月見櫓〔岡山市北区丸の内〕
- 岡山城西丸西手櫓（おかやまじょうにしのまるにしてやぐら）
- 吉備津神社御釜殿（きびつじんじゃおかまでん）〔岡山市北区吉備津〕
- 吉備津神社北随神門
- 吉備津神社本殿及び拝殿（1棟） - 国宝
- 吉備津神社南随神門
- 旧犬養家住宅（岡山県岡山市川入） 2棟〔岡山市北区川入〕 - 犬養木堂記念館参照
  - 主屋
  - 土蔵
- 旧旭東幼稚園園舎（きゅうきょくとうようちえんえんしゃ）〔岡山市北区二日市町〕
- 守福寺宝殿〔岡山市北区下足守〕
- 皷神社宝塔〔岡山市北区上高田〕
- 八幡神社鳥居〔岡山市北区下足守〕

#### 備前その他
- 旧大國家住宅（岡山県和気郡和気町尺所）（きゅうおおくにけじゅうたく） 6棟、土地〔和気郡和気町〕 - 明細は旧大國家住宅参照
- 大滝山三重塔（おおたきさんさんじゅうのとう）〔備前市大内〕（福寿院・実相院・西法院所有） - 福生寺参照
- 旧閑谷学校5棟〔備前市閑谷〕 - 一部国宝
  - 講堂 - 国宝
  - 小斎
  - 習芸斎及び飲室
  - 文庫
  - 公門
- 旧閑谷学校聖廟 11棟 - 明細は閑谷学校参照
- 旧閑谷学校石塀（きゅうしずたにがっこうせきへい）
- 閑谷神社（旧閑谷学校芳烈祠）（しずたにじんじゃ（きゅうしずたにがっこうほうれつし）） 8棟〔備前市閑谷〕 - 明細は閑谷学校参照
- 真光寺三重塔〔備前市西片上〕
- 真光寺本堂
- 本蓮寺中門〔瀬戸内市〕
- 本蓮寺番神堂（ほんれんじばんじんどう） 3棟
  - 東祠
  - 中祠
  - 西祠
- 本蓮寺本堂
- 餘慶寺本堂〔瀬戸内市〕

### 備中

#### 倉敷市
- 井上家住宅（岡山県倉敷市本町） 3棟、土地〔倉敷市本町〕 - 倉敷美観地区
  - 主屋
  - 三階蔵
  - 井戸蔵
- 大橋家住宅（岡山県倉敷市阿知） 4棟、土地〔倉敷市阿知〕
  - 主屋
  - 表門
  - 米蔵
  - 内蔵
- 旧大原家住宅（岡山県倉敷市中央） 10棟、土地〔倉敷市中央〕 - 明細は旧大原家住宅参照
- 旧野﨑家住宅（岡山県倉敷市児島味野） 12棟〔倉敷市児島味野〕
  - 主屋
  - 玄関棟
  - 表書院
  - 長屋門
  - 御成門
  - 内蔵
  - 夜具蔵
  - 大蔵
  - 書類蔵
  - 新蔵
  - 岡蔵
  - 味噌蔵
- 熊野神社本殿〔倉敷市林〕
- 五流尊滝院宝塔（ごりゅうそんりゅういんほうとう）〔倉敷市林〕
- 遍照院三重塔〔倉敷市西阿知町〕
- 宝篋印塔〔倉敷市真備町〕 - 堂応寺地区
- 本荘八幡宮鳥居〔倉敷市児島通生〕
- 高梁川東西用水取配水施設　3基1棟、土地〔倉敷市〕
  - 酒津取水樋門
  - 南配水樋門
  - 北配水樋門
  - 事務所

#### 備中その他
- 妙本寺番神堂〔加賀郡吉備中央町〕
- 吉川八幡宮本殿〔加賀郡吉備中央町〕
- 備中国分寺五重塔〔総社市〕
- 宝福寺三重塔〔総社市〕
- 旧片山家住宅（岡山県高梁市成羽町） 5棟〔高梁市〕
  - 主屋
  - 宝蔵
  - 米蔵
  - 弁柄蔵
  - 仕事場及び部屋
- 備中松山城 3棟〔高梁市〕 
  - 天守
  - 二重櫓
  - 三の平櫓東土塀
- 臍帯寺石幢及び石塔婆（ほそおじせきどうおよびせきとうば） 2基〔高梁市〕[1]
- 旧矢掛本陣石井家住宅（岡山県小田郡矢掛町） 11棟、土地〔小田郡矢掛町〕 - 明細は旧矢掛本陣石井家参照
- 旧矢掛脇本陣高草家住宅（岡山県小田郡矢掛町） 9棟、土地〔小田郡矢掛町〕
  - 主屋
  - 表屋
  - 表門
  - 蔵座敷
  - 内倉
  - 大倉
  - 中倉
  - 米倉
  - 門倉
- 遍照寺多宝塔〔笠岡市〕

## 広島県

### 備後

#### 福山市
- 安国寺釈迦堂〔福山市鞆町〕
- 太田家住宅（広島県福山市鞆町） 9棟、土地〔福山市鞆町〕 - 明細は太田家住宅参照
- 太田家住宅朝宗亭（広島県福山市鞆町）（おおたけじゅうたくちょうそうてい） 3棟、土地 
  - 主屋
  - 門屋
  - 離屋
- 吉備津神社本殿〔福山市新市町〕
- 沼名前神社能舞台（ぬなくまじんじゃのうぶたい）〔福山市鞆町〕
- 磐台寺観音堂〔福山市沼隈〕
- 福山城 2棟〔福山市丸ノ内〕 
  - 伏見櫓
  - 筋鉄御門
- 明王院五重塔（みょうおういんごじゅうのとう）〔福山市草戸町〕 - 国宝
- 明王院本堂 - 国宝

#### 尾道市
- 向上寺三重塔〔尾道市瀬戸田町〕 - 国宝
- 光明坊十三重塔〔尾道市瀬戸田町〕
- 西郷寺山門〔尾道市東久保町〕
- 西郷寺本堂
- 西國寺金堂〔尾道市西久保町〕
- 西國寺三重塔
- 常称寺 4棟〔尾道市西久保町〕
  - 本堂
  - 観音堂
  - 鐘撞堂
  - 大門
- 浄土寺 6棟〔尾道市東久保町〕 - 明細は浄土寺参照
- 浄土寺阿弥陀堂
- 浄土寺山門
- 浄土寺多宝塔 - 国宝
- 浄土寺納経塔
- 浄土寺宝篋印塔 - 昭和28年8月29日指定、貞和四年戊子十月一日の刻銘
- 浄土寺宝篋印塔 - 昭和36年3月23日指定
- 浄土寺本堂 - 国宝
- 天寧寺塔婆〔尾道市土堂町〕
- 吉原家住宅（広島県御調郡向島町）（よしはらけじゅうたく） 2棟、土地〔尾道市向島町〕
  - 主屋
  - 納屋
- 旧大浜埼通航潮流信号所施設 1棟3基〔尾道市因島〕
  - 通航信号塔
  - 昼間潮流信号機
  - 夜間潮流信号塔（大浜埼灯台）
  - 検潮器波除塔

#### 備後その他
- 荒木家住宅（広島県比婆郡比和町）〔庄原市〕
- 円通寺本堂〔庄原市〕
- 堀江家住宅（広島県比婆郡高野町）〔庄原市〕
- 奥家住宅（広島県双見郡吉舎町） 2棟、土地〔三次市〕
  - 主屋
  - 土蔵
- 旧真野家住宅（旧所在 広島県世羅郡世羅町）（きゅうしんのけじゅうたく）〔三次市〕 - 広島県立みよし風土記の丘内
- 旙山家住宅（広島県双三郡三良坂町）（はたやまけじゅうたく）〔三次市〕
- 宗光寺山門〔三原市〕
- 仏通寺含暉院地蔵堂（ぶっつうじがんきいんじぞうどう）〔三原市〕
- 米山寺宝篋印塔〔三原市〕

### 安芸

#### 廿日市市宮島
- 厳島神社 11棟〔廿日市市宮島町〕 - 一部国宝
  - 本社本殿、幣殿、拝殿（1棟） - 国宝
  - 本社祓殿 - 国宝
  - 摂社客神社本殿、幣殿、拝殿（1棟）（せっしゃまろうどじんじゃ - ） - 国宝
  - 摂社客神社祓殿 - 国宝
  - 廻廊2棟（東廻廊、西廻廊） - 国宝
  - 朝座屋
  - 能舞台
  - 揚水橋
  - 長橋
  - 反橋
- 厳島神社五重塔
- 厳島神社摂社大元神社本殿
- 厳島神社摂社大国神社本殿
- 厳島神社摂社天神社本殿
- 厳島神社多宝塔
- 厳島神社大鳥居
- 厳島神社宝蔵
- 厳島神社末社荒胡子神社本殿（いつくしまじんじゃまっしゃあらえびすじんじゃほんでん）
- 厳島神社末社豊国神社本殿（千畳閣）
- 林家住宅（広島県佐伯郡宮島町） 2棟、土地〔廿日市市宮島町〕
  - 主屋
  - 表門
- 紅葉谷川庭園砂防施設 1所〔廿日市市〕

#### 安芸その他
- 春風館賴家住宅（広島県竹原市竹原町）（しゅんぷうかんらいけじゅうたく） 5棟、土地〔竹原市〕
  - 主屋
  - 長屋門
  - 裏座敷
  - 納戸蔵
  - 米蔵
- 復古館頼家住宅（広島県竹原市竹原町） 4棟、土地〔竹原市〕
  - 主屋
  - 表屋及び玄関
  - 米蔵
  - 臼場
- 旧木原家住宅（広島県賀茂郡高屋町）〔東広島市〕
- 竹林寺本堂〔東広島市〕
- 福成寺本堂厨子及び須弥壇〔東広島市〕
- 桂濱神社本殿〔呉市〕
- 旧呉鎮守府司令長官官舎（入船山記念館） 2棟〔呉市〕
  - 洋館
  - 和館
- 旧澤原家住宅（広島県呉市長ノ木町） 9棟、土地〔呉市〕 - 明細は旧澤原家住宅参照
- 本庄水源地堰堤水道施設（ほんじょうすいげんちえんていすいどうしせつ） 3基、土地〔呉市〕 - 明細は本庄ダム参照
- 國前寺 2棟〔広島市東区〕
  - 本堂
  - 庫裏
- 不動院金堂〔広島市東区〕 - 国宝
- 不動院鐘楼
- 不動院楼門
- 世界平和記念聖堂〔広島市中区〕
- 広島平和記念資料館〔広島市中区〕
- 竜山八幡神社本殿〔山県郡北広島町〕
- 旧広島陸軍被服支廠倉庫施設 4棟〔広島市南区〕
  - 一〇番庫
  - 一一番庫
  - 一二番庫
  - 一三番庫

## 山口県

### 山口市
- 有近家住宅（ありちかけじゅうたく） 7棟、土地〔山口市徳地八坂〕
  - 主屋
  - 米蔵
  - 長屋
  - 漬物小屋
  - 正門
  - 仕込蔵及び留蔵
  - 瓶洗場
- 今八幡宮拝殿〔山口市八幡馬場〕
- 今八幡宮本殿
- 今八幡宮楼門
- 月輪寺薬師堂〔山口市徳地〕
- 古熊神社拝殿〔山口市古熊〕
- 古熊神社本殿
- 正八幡宮 3棟〔山口市秋穂町西〕
  - 本殿
  - 拝殿
  - 楼門及び庁屋
- 洞春寺観音堂〔山口市水の上町〕
- 洞春寺山門
- 平清水八幡宮本殿〔山口市吉田〕
- 八坂神社本殿〔山口市上堅小路〕
- 山口県旧県庁舎及び県会議事堂 2棟〔山口市滝町〕 - 山口県政資料館
- 竜福寺本堂〔山口市大殿大路〕
- 瑠璃光寺五重塔〔山口市香山町〕 - 国宝

### 萩市
- 菊屋家住宅（山口県萩市呉服町） 5棟〔萩市大字呉服町〕
  - 主屋
  - 本蔵
  - 金蔵
  - 米蔵
  - 釜場
- 旧厚狭毛利家萩屋敷長屋〔萩市大字堀内〕
- 口羽家住宅（山口県萩市堀内） 2棟〔萩市大字堀内〕
  - 主屋
  - 表門
- 熊谷家住宅（山口県萩市今魚店町）（くまやけじゅうたく） 4棟〔萩市大字今魚店町〕
  - 主屋
  - 離れ座敷
  - 本蔵
  - 宝蔵
- 常念寺表門〔萩市大字下五間町〕
- 大照院 5棟〔萩市大字椿〕 
  - 本堂
  - 鐘楼門
  - 庫裏
  - 書院
  - 経蔵
- 東光寺 4棟〔萩市大字椿〕
  - 三門
  - 総門
  - 鐘楼
  - 大雄宝殿
- 森田家住宅（山口県阿武郡福栄村）〔萩市大字黒川〕

### 山口県その他
- 吉香神社（きっこうじんじゃ） 3棟1基〔岩国市〕 - 吉香公園
  - 本殿
  - 拝殿及び幣殿
  - 神門
  - 鳥居
- 旧目加田家住宅（山口県岩国市横山）〔岩国市〕
- 国森家住宅（山口県柳井市柳井津）〔柳井市〕
- 四階楼〔熊毛郡上関町〕
- 石城神社本殿（いわきじんじゃほんでん）〔光市〕
- 閼伽井坊多宝塔（あかいぼうたほうとう）〔下松市〕 - 花岡八幡宮参照
- 旧毛利家本邸 12棟〔防府市〕
  - 本館
  - 女中部屋
  - 台所
  - 洗濯所
  - 奥土蔵
  - 台所付倉庫
  - 用達所倉庫
  - 二階建物置
  - 画像堂
  - 石橋
  - 門番所
  - 本門
- 国分寺金堂〔防府市〕
- 宇部市渡辺翁記念会館〔宇部市〕
- 旧小野田セメント製造株式会社竪窯（きゅうおのだせめんとせいぞうかぶしきがいしゃたてがま）〔山陽小野田市〕
- 旧下関英国領事館 2棟〔下関市〕
  - 本館
  - 附属屋
- 功山寺仏殿〔下関市〕 - 国宝
- 住吉神社拝殿〔下関市〕
- 住吉神社本殿 - 国宝
- 六連島灯台〔下関市〕
- 角島灯台 1基、2棟〔下関市〕
  - 灯台
  - 旧官舎
  - 旧倉庫
- 早川家住宅（山口県長門市通）〔長門市〕